# Súbete a mi moto (programa de televisión)
Súbete a mi moto es un programa de televisión uruguayo que mezcla viajes, entrevistas y humor conducido por Rafael Villanueva. Es transmitido por Teledoce desde el 2013. Entre mediados de 2017 y principios de 2018 no se emitió tras no tener un acuerdo entre la producción y el canal. Luego volvió con la conducción de Rafael Villanueva y la participación de Camila Rajchman, aunque luego se retiró.

## Formato
El programa se emite actualmente los domingos desde las 21:00 hasta las 22:30 horas. En cada emisión, el conductor del programa, visita un punto distinto del Uruguay, para conocerlo un poco más. El programa combina viajes, entrevistas y humor.

## Historia
El programa comenzó en el año 2013. Entre ese año y 2017, no hubo problemas en el programa. En todos los fines de cada año, se transmitía con un nombre alternativo, "Súbete a mi moto festivo" o "Súbete a mi moto: fiestas".
Entre mediados de 2017 y principios de 2018 no se emitió tras no tener un acuerdo entre la producción (Contenidos TV) y el canal. En esos meses se emitió "Un pique para Rafa" conducido por el mismo presentador y con el mismo fin, solamente con diferente empresa productora. 
En febrero de 2018, con nueva productora, Rubrick Media, el programa volvió con un nombre especial por los meses de esa estación: "Súbete a mi moto: verano" con una nueva conductora, Camila Rajchman.
Cuando terminó el verano, volvió a su título original y Camila Rajchman se retiró.

## Conducción
- Rafael Villanueva - es el conductor del programa desde el comienzo del programa, en 2013. En 2017, también conducía "Un pique para Rafa", cuando la producción del programa y el canal no llegaban a un acuerdo.
- Camila Rajchman - fue conductora en el 2018, cuando se transmitía con el nombre alternativo, "Súbete a mi moto: verano", en las estaciones de verano de ese año.[4]